# Dedovița Veche, Mehedinți
Dedovița Veche este un sat în comuna Șimian din județul Mehedinți, Oltenia, România.